# Galatasaray Spor Kulübü 2020-2021
Questa voce raccoglie le informazioni riguardanti il Galatasaray Spor Kulübü nelle competizioni ufficiali della stagione 2020-2021.

## Maglie e sponsor
Per la stagione 2020-2021 lo sponsor tecnico del Galatasaray è Nike, mentre lo sponsor ufficiale è Sixt.
| 1ª divisa | 2ª divisa | 3ª divisa |

## Rosa
| N. |                         | Ruolo | Calciatore          |
| -- | ----------------------- | ----- | ------------------- |
| 1  | Uruguay (bandiera)      | P     | Fernando Muslera    |
| 2  | Turchia (bandiera)      | D     | Şener Özbayraklı    |
| 3  | Norvegia (bandiera)     | D     | Omar Elabdellaoui   |
| 4  | Turchia (bandiera)      | C     | Taylan Antalyalı    |
| 7  | Nigeria (bandiera)      | A     | Henry Onyekuru      |
| 8  | Paesi Bassi (bandiera)  | A     | Ryan Babel          |
| 9  | Colombia (bandiera)     | A     | Radamel Falcao      |
| 11 | Turchia (bandiera)      | A     | Halil Dervişoğlu    |
| 13 | Nigeria (bandiera)      | C     | Peter Etebo         |
| 14 | Norvegia (bandiera)     | D     | Martin Linnes       |
| 15 | Paesi Bassi (bandiera)  | D     | Ryan Donk           |
| 17 | Turchia (bandiera)      | A     | Oğulcan Çağlayan    |
| 18 | Turchia (bandiera)      | C     | Kerem Aktürkoğlu    |
| 19 | Turchia (bandiera)      | D     | Ömer Bayram         |
| 20 | Turchia (bandiera)      | C     | Emre Akbaba         |
| 22 | Stati Uniti (bandiera)  | D     | DeAndre Yedlin      |
| 23 | Turchia (bandiera)      | D     | Emre Taşdemir       |
| 27 | RD del Congo (bandiera) | D     | Christian Luyindama |

| N. |                       | Ruolo | Calciatore           |
| -- | --------------------- | ----- | -------------------- |
| 31 | Egitto (bandiera)     | A     | Mostafa Mohamed      |
| 34 | Turchia (bandiera)    | P     | Okan Kocuk           |
| 36 | Uruguay (bandiera)    | D     | Marcelo Saracchi     |
| 40 | Turchia (bandiera)    | D     | Erencan Yardımcı     |
| 45 | Brasile (bandiera)    | C     | Marcão               |
| 49 | Nigeria (bandiera)    | D     | Valentine Ozornwafor |
| 54 | Turchia (bandiera)    | C     | Emre Kılınç          |
| 66 | Turchia (bandiera)    | C     | Arda Turan           |
| 83 | Portogallo (bandiera) | A     | Gedson Fernandes     |
| 89 | Algeria (bandiera)    | C     | Sofiane Feghouli     |
| 99 | Turchia (bandiera)    | P     | Fatih Öztürk         |
| -- | Turchia (bandiera)    | D     | Emin Bayram          |
| -- | Marocco (bandiera)    | C     | Younès Belhanda      |
| -- | Senegal (bandiera)    | A     | Mbaye Diagne         |
| -- | Svezia (bandiera)     | A     | Jimmy Durmaz         |
| -- | Turchia (bandiera)    | A     | Ali Yavuz Kol        |
| -- | Nigeria (bandiera)    | A     | Jesse Sekidika       |

## Calciomercato
A causa della penalizzazione subita dal Galatasaray a causa delle sue violazioni del Fair Play finanziario, la UEFA e il Galatasaray si sono accordati per una penalizzazione concordata valevole fino alla stagione 2021-2022. Il Galatasaray ha delle limitazioni per quanto riguarda gli acquisti di nuovi giocatori per poter partecipare alle competizioni organizzate dalla UEFA.
Sezione aggiornata il 6 ottobre 2020.

### Sessione estiva
| Acquisti | Acquisti             | Acquisti        | Acquisti                                |
| R.       | Nome                 | da              | Modalità                                |
| -------- | -------------------- | --------------- | --------------------------------------- |
| D        | Emre Taşdemir        | Kayserispor     | fine prestito                           |
| A        | Ryan Babel           | Ajax            | fine prestito                           |
| D        | Valentine Ozornwafor | Almería         | fine prestito                           |
| A        | Mbaye Diagne         | Club Bruges     | fine prestito                           |
| D        | Maicon               | Al-Nassr        | fine prestito                           |
| C        | Celil Yüksel         | Adanaspor       | fine prestito                           |
| C        | Arda Turan           | -               | svincolato                              |
| A        | Oğulcan Çağlayan     | Çaykur Rizespor | acquisto definitivo (gratuito)          |
| C        | Emre Kılınç          | Sivasspor       | acquisto definitivo (gratuito)          |
| P        | Fatih Öztürk         | Kasımpaşa       | acquisto definitivo (gratuito)          |
| D        | Omar Elabdellaoui    | Olympiacos      | acquisto definitivo (gratuito)          |
| C        | Peter Etebo          | Stoke City      | prestito oneroso (675000 €) (30.6.2021) |
| C        | Kerem Aktürkoğlu     | 24 Erzincanspor | acquisto definitivo (gratuito)          |
| C        | Ferhan Evren         | Bandırmaspor    | fine prestito                           |
| C        | Erkan Süer           | -               | promosso dalle giovanili                |
| D        | Ercan Sirin          | -               | promosso dalle giovanili                |
| D        | Gökay Güney          | -               | promosso dalle giovanili                |
| C        | Abdussamed Karnucu   | -               | promosso dalle giovanili                |
| D        | Süleyman Lus         | -               | promosso dalle giovanili                |
| A        | Ali Yavuz Kol        | -               | promosso dalle giovanili                |

| Cessioni | Cessioni           | Cessioni           | Cessioni                             |
| R.       | Nome               | a                  | Modalità                             |
| -------- | ------------------ | ------------------ | ------------------------------------ |
| C        | Jean Seri          | Fulham             | fine prestito                        |
| C        | Selçuk İnan        | -                  | ritiro                               |
| D        | Mariano            | -                  | fine contratto                       |
| A        | Florin Andone      | Brighton           | fine prestito                        |
| C        | Mustafa Kapı       | -                  | fine contratto                       |
| D        | Yūto Nagatomo      | -                  | fine contratto                       |
| A        | Henry Onyekuru     | Monaco             | fine prestito                        |
| C        | Mario Lemina       | Southampton        | fine prestito                        |
| D        | Maicon             | Al-Nassr           | cessione definitiva (1,43 milioni €) |
| D        | Gökay Güney        | Bandırmaspor       | prestito (30.6.2021)                 |
| C        | Ferhan Evren       | Bandırmaspor       | prestito (30.6.2021)                 |
| C        | Abdussamed Karnucu | Tarsus İdman Yurdu | prestito (30.6.2021)                 |
| A        | Adem Büyük         | Yeni Malatyaspor   | cessione definitiva (gratuita)       |
| C        | Celil Yüksel       | Adanaspor          | cessione definitiva (102000 €)       |
| C        | Yunus Akgün        | Adana Demirspor    | prestito (30.6.2021)                 |
| P        | Berk Balaban       | Ankaraspor         | cessione definitiva (gratuita)       |
| C        | Jimmy Durmaz       | Fatih Karagümrük   | prestito (30.6.2021)                 |
| D        | Ahmet Çalık        | Konyaspor          | cessione definitiva (gratuita)       |
| C        | Atalay Babacan     | Adanaspor          | prestito (30.6.2021)                 |
| D        | Süleyman Luş       | Şanlıurfaspor      | prestito (30.6.2021)                 |
| C        | Erkan Süer         | Şanlıurfaspor      | prestito (30.6.2021)                 |

### Sessione invernale
| Acquisti | Acquisti         | Acquisti          | Acquisti                                     |
| R.       | Nome             | da                | Modalità                                     |
| -------- | ---------------- | ----------------- | -------------------------------------------- |
| A        | Mostafa Mohamed  | Zamalek           | prestito oneroso 1,66 milioni € (30.06.2021) |
| A        | Henry Onyekuru   | Monaco            | prestito oneroso 650 mila € (30.06.2021)     |
| C        | Gedson Fernandes | Benfica           | prestito oneroso 500 mila € (30.06.2021)     |
| A        | Halil Dervişoğlu | Brentford         | prestito (30.06.2021)                        |
| A        | Metehan Mertöz   | Eyüpspor          | fine prestito                                |
| P        | Batuhan Şen      | Hekimoglu Trabzon | fine prestito                                |
| D        | Emirhan Civelek  | Sakaryaspor       | fine prestito                                |

| Cessioni | Cessioni         | Cessioni             | Cessioni                                     |
| R.       | Nome             | a                    | Modalità                                     |
| -------- | ---------------- | -------------------- | -------------------------------------------- |
| A        | Mbaye Diagne     | West Bromwich        | prestito oneroso 1,58 milioni € (30.06.2021) |
| A        | Erencan Yardımcı | Eyüpspor             | cessione definitiva (479 mila €)             |
| A        | Metehan Mertöz   | Kırklarelispor       | prestito (30.06.2021)                        |
| P        | Batuhan Şen      | Menemen              | prestito (30.06.2021)                        |
| D        | Emirhan Civelek  | Akhisar Belediyespor | prestito (30.06.2021)                        |
| A        | Jesse Sekidika   | Konyaspor            | prestito (30.06.2021)                        |
| D        | Emin Bayram      | Boluspor             | prestito (30.06.2021)                        |
| A        | Ali Yavuz Kol    | Denizlispor          | prestito oneroso 8 mila € (30.06.2021)       |
| A        | Younès Belhanda  | -                    | svincolato                                   |

## Risultati

### Campionato

#### Girone di andata
| Arbitro: | Bahattin Şimşek |

|                                        |           |           |
| Falcao 3’ (rig.) Kılınç 28’ Falcao 40’ | Marcatori | 53’ André |

| Arbitro: | Atilla Karaoğlan |

|  |           |                                |
|  | Marcatori | 14’ (rig.) Falcao 76’ Belhanda |

| Istanbul 27 settembre 2020, ore 19:00 UTC+3 3ª giornata | Galatasaray   | 0 – 0 referto | Fenerbahçe | Türk Telekom Arena\| Arbitro: \| Ali Palabıyık \| |
| Arbitro:                                                | Ali Palabıyık |               |            |                                                   |

| Arbitro: | Cüneyt Çakır |

|               |           |  |
| Erdoğan 45+2’ | Marcatori |  |

| Arbitro: | Tugay Kaan Numanoğlu |

|                   |           |                            |
| Falcao 34’ (rig.) | Marcatori | 43’ Babacar 90+5’ Davidson |

| Arbitro: | Arda Kardeşler |

|                      |           |                       |
| Novikovas 45’ (rig.) | Marcatori | 20’ Kılınç 64’ Falcao |

| Arbitro: | Ali Sansalan |

|             |           |  |
| Babel 45+1’ | Marcatori |  |

| Arbitro: | Abdulkadir Bitigen |

|               |           |                        |
| Osmanpaşa 76’ | Marcatori | 19’ Belhanda 48’ Turan |

| Arbitro: | Turgut Doman |

|                   |           |                |
| Diagne 63’ (rig.) | Marcatori | 71’ Campanharo |

| Arbitro: | Atilla Karaoğlan |

|  |           |                                                |
|  | Marcatori | 45’ Diagne 52’ Diagne 79’ Diagne 87’ Antalyalı |

| Arbitro: | Erkan Özdamar |

|                                            |           |  |
| Diagne 32’ Pablo 64’ (rig.) Aktürkoğlu 90’ | Marcatori |  |

| 12ª giornata (riposo) |  | – |  |  |

| Arbitro: | Mustafa Öğretmenoğlu |

|                       |           |                   |
| Ndao 46’ Mevlüt 90+5’ | Marcatori | 46’ (rig.) Diagne |

| Arbitro: | Mete Kalkavan |

|                                      |           |           |
| Emre Kılınç 4’ Arda 12’ Feghouli 63’ | Marcatori | 14’ Soner |

| Arbitro: | Halil Umut Meler |

|  |           |                      |
|  | Marcatori | 44’ Arda 55’ Oğulcan |

| Istanbul 2 gennaio 2021, ore 19:00 UTC+3 16ª giornata | Galatasaray        | 0 – 0 referto | Antalyaspor | Türk Telekom Arena\| Arbitro: \| Abdulkadir Bitigen \| |
| Arbitro:                                              | Abdulkadir Bitigen |               |             |                                                        |

| Arbitro: | Arda Kardeşler |

|                                                 |           |                                              |
| Daci 41’ Daci 46’ Uğur 82’ (rig.) Kravec' 90+2’ | Marcatori | 45+2’ Diagne 77’ (rig.) Diagne 90+5’ Oğulcan |

| Arbitro: | Halis Özkahya |

|                                                                                  |           |  |
| Diagne 1’ Belhanda 30’ Belhanda 44’ Belhanda 45+1’ Çağlayan 64’ Babel 67’ (rig.) | Marcatori |  |

| Arbitro: | Cüneyt Çakır |

|                          |           |  |
| Souza 79’ N'Koudou 90+1’ | Marcatori |  |

| Arbitro: | Suat Arslanboğa |

|                                                                                |           |           |
| Akbaba 9’ Feghouli 17’ Donk 45+1’ Özkal 60’ (aut.) Belhanda 64’ Sekidika 90+1’ | Marcatori | 48’ Tusha |

| Arbitro: | Ali Palabıyık |

|  |           |           |
|  | Marcatori | 88’ Babel |

#### Girone di ritorno
| Arbitro: | Mete Kalkavan |

|                    |           |                           |
| Maxim 90+7’ (rig.) | Marcatori | 51’ Onyekuru 79’ Onyekuru |

| Arbitro: | Arda Kardeşler |

|                                            |           |  |
| Onyekuru 45’ Donk 64’ Mohamed 90+2’ (rig.) | Marcatori |  |

| Arbitro: | Cüneyt Çakır |

|  |           |             |
|  | Marcatori | 54’ Mohamed |

| Arbitro: | Erkan Özdamar |

|                                  |           |            |
| Aktürkoğlu 9’ Mohamed 89’ (rig.) | Marcatori | 51’ Thelin |

| Arbitro: | Zorbay Küçük |

|  |           |            |
|  | Marcatori | 18’ Kılınç |

| Arbitro: | Mete Kalkavan |

|                         |           |  |
| Mohamed 38’ Mohamed 45’ | Marcatori |  |

| Arbitro: | Halil Umut Meler |

|                             |           |                  |
| Akdağ 45+1’ Lobzhanidze 55’ | Marcatori | 90+2’ Aktürkoğlu |

| Arbitro: | Ali Şansalan |

|                              |           |                    |
| Falcao 14’ Falcao 68’ (rig.) | Marcatori | 9’ Gradel 38’ Boyd |

| Arbitro: | Halis Özkahya |

|  |           |                                      |
|  | Marcatori | 43’ Falcao 81’ Onyekuru 89’ Onyekuru |

| Arbitro: | Volkan Bayarslan |

|                                         |           |                                                        |
| Yedlin 14’ Akbaba 31’ Meriah 74’ (aut.) | Marcatori | 2’ Samudio 41’ Boldrin 54’ (rig.) Škoda 90+3’ Fernando |

| Arbitro: | Abdulkadir Bitigen |

|                                                       |           |  |
| Mame Biram Diouf 21’ Ribeiro 29’ Mame Biram Diouf 72’ | Marcatori |  |

| 33ª giornata (riposo) |  | – |  |  |

| Arbitro: | Ali Palabıyık |

|           |           |          |
| Babel 62’ | Marcatori | 60’ Ndao |

| Arbitro: | Fırat Aydınus |

|            |           |                                                     |
| Diabaté 9’ | Marcatori | 19’ Aktürkoğlu 39’ Aktürkoğlu 64’ (rig.) Aktürkoğlu |

| Arbitro: | Mete Kalkavan |

|              |           |        |
| Akbaba 90+5’ | Marcatori | 76’ Ié |

| Arbitro: | Mete Kalkavan |

|  |           |             |
|  | Marcatori | 77’ Mohamed |

| Arbitro: | Cüneyt Çakır |

|            |           |  |
| Akbaba 87’ | Marcatori |  |

| Arbitro: | Halis Özkahya |

|  |           |            |
|  | Marcatori | 53’ Akbaba |

| Arbitro: | Cüneyt Çakır |

|                                  |           |                    |
| Babel 12’ 45+1’ (rig.) Turan 76’ | Marcatori | 42’ (rig.) Ghezzal |

| Arbitro: | Abdulkadir Bitigen |

|           |           |                                                                      |
| Niyaz 62’ | Marcatori | 24’ Halil Dervişoğlu 35’ (rig.) Babel 87’ (rig.) Mohamed 89’ Mohamed |

| Arbitro: | Cüneyt Çakır |

|                                               |           |           |
| Halil Dervişoğlu 53’ Babel 61’ Çağlayan 90+3’ | Marcatori | 39’ Büyük |

### Coppa di Turchia
| Arbitro: | Direnç Tonusluoğlu |

|                     |           |  |
| Belhanda 44’ (rig.) | Marcatori |  |

| Arbitro: | Özgür Yankaya |

|                                                                   |                      |                                                                 |
| Bulut 102’                                                        | Marcatori            | Luyindama 119’                                                  |
| Ildız Lukoki Chebake Eskihellaç Ndayishimiye Wallace Akça Topalli | Tiri di rigore 6 – 7 | Antalyalı Bayram Çağlayan Diagne Aktürkoğlu Marcão Etebo Kılınç |

| Arbitro: | Abdulkadir Bitigen |

|                             |           |                                         |
| Mohamed 83’ Fernandes 90+4’ | Marcatori | 31’ Babacar 48’ (rig.) Babacar 41’ Uçan |

### Europa League

#### Secondo turno preliminare
| Arbitro: | Kevin Clancy |

|           |           |                                     |
| Mbodj 46’ | Marcatori | 19’ Diagne 48’ Luyindama 63’ Diagne |

Grazie alla vittoria a Baku, il Galatasaray accede al terzo turno preliminare di Europa League.

### Terzo turno preliminare
| Arbitro: | Craig Pawson |

|                        |           |  |
| Belhanda 77’ Babel 86’ | Marcatori |  |

#### Spareggi
| Arbitro: | Andris Treimanis |

|                           |           |            |
| Arfield 52’ Tavernier 59’ | Marcatori | 87’ Marcao |

## Statistiche
Aggiornate al 23 novembre 2020

### Statistiche di squadra
| Competizione     | In casa | In casa | In casa | In casa | In casa | In casa | In trasferta | In trasferta | In trasferta | In trasferta | In trasferta | In trasferta | Totale | Totale | Totale | Totale | Totale | Totale | DR  |
| Competizione     | G       | V       | N       | P       | Gf      | Gs      | G            | V            | N            | P            | Gf           | Gs           | G      | V      | N      | P      | Gf     | Gs     | DR  |
| ---------------- | ------- | ------- | ------- | ------- | ------- | ------- | ------------ | ------------ | ------------ | ------------ | ------------ | ------------ | ------ | ------ | ------ | ------ | ------ | ------ | --- |
| Campionato       | 20      | 12      | 6       | 2       | 45      | 17      | 20           | 14           | 0            | 6            | 35           | 19           | 40     | 26     | 6      | 8      | 80     | 36     | +44 |
| Coppa di Turchia | 2       | 1       | 0       | 1       | 3       | 3       | 1            | 0            | 1            | 0            | 1            | 1            | 3      | 1      | 1      | 1      | 4      | 4      | 0   |
| Europa League    | 1       | 1       | 0       | 0       | 2       | 0       | 2            | 1            | 0            | 1            | 4            | 3            | 3      | 2      | 0      | 1      | 6      | 3      | +3  |
| Totale           | 23      | 14      | 6       | 3       | 50      | 20      | 23           | 15           | 1            | 7            | 40           | 23           | 46     | 29     | 7      | 10     | 90     | 43     | +47 |

### Statistiche individuali
| Giocatore       | Campionato | Campionato | Campionato  | Campionato | Europa League | Europa League | Europa League | Europa League | Coppa di Turchia | Coppa di Turchia | Coppa di Turchia | Coppa di Turchia | Totale   | Totale | Totale      | Totale     |
| Giocatore       | Presenze   | Reti       | Ammonizioni | Espulsioni | Presenze      | Reti          | Ammonizioni   | Espulsioni    | Presenze         | Reti             | Ammonizioni      | Espulsioni       | Presenze | Reti   | Ammonizioni | Espulsioni |
| --------------- | ---------- | ---------- | ----------- | ---------- | ------------- | ------------- | ------------- | ------------- | ---------------- | ---------------- | ---------------- | ---------------- | -------- | ------ | ----------- | ---------- |
| E. Akbaba       | 27         | 5          | 2           | 0          | 0             | 0             | 0             | 0             | 3                | 0                | 0                | 0                | 30       | 5      | 2           | 0          |
| K. Aktürkoğlu   | 27         | 6          | 1           | 0          | 0             | 0             | 0             | 0             | 2                | 0                | 0                | 0                | 29       | 6      | 1           | 0          |
| T. Antalyalı    | 34         | 1          | 8           | 0          | 3             | 0             | 0             | 0             | 2                | 0                | 0                | 0                | 39       | 1      | 8           | 0          |
| R. Babel        | 32         | 7          | 5           | 0          | 3             | 1             | 0             | 0             | 2                | 0                | 0                | 0                | 37       | 8      | 5           | 0          |
| Ö. Bayram       | 32         | 0          | 4           | 0          | 3             | 0             | 1             | 0             | 3                | 0                | 0                | 0                | 38       | 0      | 5           | 0          |
| O. Çağlayan     | 18         | 4          | 1           | 0          | 0             | 0             | 0             | 0             | 2                | 0                | 0                | 0                | 20       | 4      | 1           | 0          |
| H. Dervişoğlu   | 12         | 3          | 1           | 0          | 0             | 0             | 0             | 0             | 0                | 0                | 0                | 0                | 12       | 3      | 1           | 0          |
| R. Donk         | 32         | 2          | 3           | 1          | 1             | 0             | 0             | 0             | 1                | 0                | 0                | 0                | 34       | 2      | 3           | 1          |
| J. Durmaz       | 1          | 0          | 0           | 0          | 1             | 0             | 0             | 0             | 0                | 0                | 0                | 0                | 2        | 0      | 0           | 0          |
| O. Elabdellaoui | 10         | 0          | 2           | 0          | 2             | 0             | 1             | 0             | 1                | 0                | 0                | 0                | 13       | 0      | 3           | 0          |
| B. Elmaz        | 1          | 0          | 0           | 0          | 0             | 0             | 0             | 0             | 0                | 0                | 0                | 0                | 1        | 0      | 0           | 0          |
| O. Etebo        | 24         | 0          | 5           | 1          | 2             | 0             | 0             | 0             | 3                | 0                | 0                | 0                | 29       | 0      | 5           | 1          |
| R. Falcao       | 17         | 9          | 3           | 1          | 1             | 0             | 0             | 0             | 0                | 0                | 0                | 0                | 18       | 9      | 3           | 1          |
| S. Feghouli     | 22         | 2          | 0           | 0          | 3             | 0             | 1             | 0             | 0                | 0                | 0                | 0                | 25       | 2      | 1           | 0          |
| G. Fernandes    | 17         | 0          | 2           | 0          | 0             | 0             | 0             | 0             | 1                | 1                | 0                | 0                | 18       | 1      | 2           | 0          |
| E. Kılınç       | 35         | 4          | 0           | 1          | 3             | 0             | 0             | 0             | 3                | 0                | 0                | 0                | 41       | 4      | 0           | 1          |
| O. Kocuk        | 10         | -11        | 1           | 0          | 0             | 0             | 0             | 0             | 1                | 0                | 0                | 0                | 11       | -11    | 1           | 0          |
| M. Linnes       | 22         | 0          | 1           | 0          | 3             | 0             | 0             | 0             | 1                | 0                | 0                | 0                | 26       | 0      | 1           | 0          |
| C. Luyindama    | 24         | 0          | 4           | 0          | 2             | 1             | 0             | 0             | 2                | 1                | 0                | 0                | 28       | 2      | 4           | 0          |
| Marcão          | 37         | 0          | 10          | 1          | 3             | 1             | 0             | 0             | 2                | 0                | 1                | 0                | 42       | 1      | 11          | 1          |
| M. Mohamed      | 16         | 8          | 2           | 1          | 0             | 0             | 0             | 0             | 1                | 1                | 0                | 0                | 17       | 9      | 2           | 1          |
| F. Muslera      | 22         | -20        | 2           | 0          | 0             | 0             | 0             | 0             | 1                | -3               | 0                | 0                | 23       | -23    | 2           | 0          |
| H. Onyekuru     | 14         | 5          | 1           | 0          | 0             | 0             | 0             | 0             | 1                | 0                | 0                | 0                | 15       | 5      | 1           | 0          |
| Ş. Özbayraklı   | 12         | 0          | 1           | 0          | 0             | 0             | 0             | 0             | 2                | 0                | 0                | 0                | 14       | 0      | 1           | 0          |
| V. Ozornwafor   | 1          | 0          | 0           | 0          | 0             | 0             | 0             | 0             | 0                | 0                | 0                | 0                | 1        | 0      | 0           | 0          |
| F. Öztürk       | 8          | -5         | 2           | 0          | 3             | -3            | 0             | 0             | 1                | -1               | 0                | 0                | 12       | -9     | 2           | 0          |
| M. Saracchi     | 27         | 0          | 2           | 0          | 1             | 0             | 1             | 0             | 1                | 0                | 0                | 0                | 29       | 0      | 3           | 0          |
| E. Taşdemir     | 9          | 0          | 2           | 0          | 1             | 0             | 0             | 0             | 2                | 0                | 0                | 0                | 12       | 0      | 2           | 0          |
| A. Turan        | 32         | 4          | 7           | 0          | 1             | 0             | 0             | 0             | 1                | 0                | 0                | 0                | 34       | 4      | 7           | 0          |
| D. Yedlin       | 11         | 1          | 3           | 1          | 0             | 0             | 0             | 0             | 1                | 0                | 0                | 0                | 12       | 1      | 3           | 1          |
| E. Bayram       | 2          | 0          | 0           | 0          | 0             | 0             | 0             | 0             | 1                | 0                | 0                | 0                | 3        | 0      | 0           | 0          |
| Y. Belhanda     | 22         | 6          | 4           | 0          | 3             | 1             | 1             | 0             | 3                | 1                | 0                | 0                | 28       | 8      | 5           | 0          |
| M. Diagne       | 15         | 9          | 1           | 1          | 3             | 2             | 0             | 0             | 1                | 0                | 0                | 0                | 19       | 11     | 1           | 1          |
| A.Y. Kol        | 4          | 0          | 1           | 0          | 0             | 0             | 0             | 0             | 1                | 0                | 0                | 0                | 5        | 0      | 1           | 0          |
| J. Sekidika     | 6          | 1          | 0           | 0          | 0             | 0             | 0             | 0             | 1                | 0                | 0                | 0                | 7        | 1      | 0           | 0          |